# SN 2002U
SN 2002U – supernowa odkryta 9 stycznia 2002 roku w galaktyce A043942-0146. W momencie odkrycia miała maksymalną jasność 22,80m.